# Carlos Castellón Larenas
Carlos Castellón Larenas (Concepción, 1836 - ibídem, 31 de enero de 1885) fue un abogado, periodista y político chileno, varias veces diputado, y ministro de Guerra y Marina de Chile durante la última etapa de la Guerra del Pacífico.

## Biografía
Fue el cuarto hijo del matrimonio constituido por Agustín Castellón Binimelis y Francisca Javiera Larenas Álvarez-Rubio. Sus hermanos fueron Wenceslao, Lisandra, Amalia (fallecida joven y soltera), Camilo y Juan Agustín. Contrajo matrimonio con Estela Plaza de los Reyes y Plaza de los Reyes, su prima segunda, y de estas nupcias hubo ocho hijos: Carmen, Agustín, Javier, Javiera, Lidia, Adelaida, Carlos y María.
Cursó sus estudios en el Liceo de Concepción y en el Instituto Nacional. En 1858 se graduó como bachiller en Humanidades en la Universidad de Chile. El 30 de octubre de 1861 se tituló de abogado y en 1864, con apenas 28 años de edad, asume su primer cargo público: diputado suplente por el distrito de Concepción y Coelemu.  
El escritor Rodrigo Bravo lo describió como “un hombre de estatura más o menos mediana, de aspecto bondadoso, mirada tranquila, manos afables, cauteloso, reposado de acción, político que no despierta odios ni simpatías, pero sí respeto de todos”.

## Carrera política
En 1859 se inició en la prensa como redactor en El Amigo del Pueblo, un periódico santiaguino de corta existencia que promovió la revolución hacia el final del gobierno de Montt. En 1864, con apenas 28 años de edad, asume su primer cargo público: diputado suplente por el distrito de Concepción y Coelemu.  

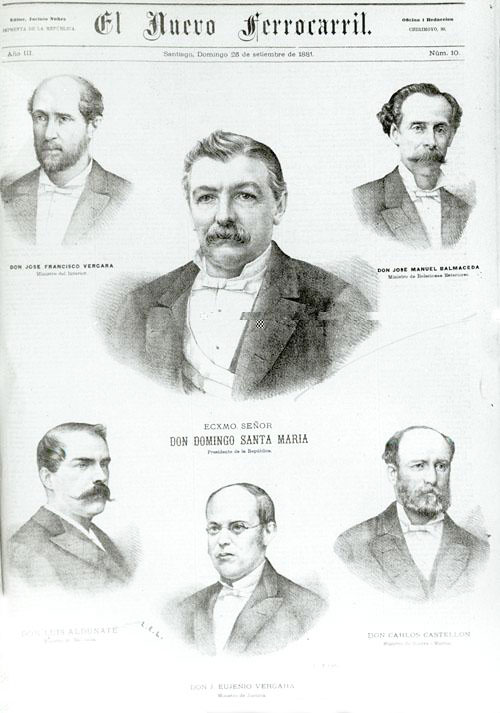
Primer gabinete del presidente de Chile Domingo Santa María. Abajo, a la derecha, Carlos Castellón.

En la elección siguiente, de 1867, fue elegido diputado suplente por Rere, y tres años después, diputado propietario por el distrito de Puchacay. En la elección de 1876 fue elegido diputado titular por Concepción y Talcahuano, reelegido por el mismo distrito en 1879 y 1882. Integró las comisiones de Educación y Beneficencia. 
Durante los primeros meses de 1880 fue designado intendente de Ñuble, pero solo por unos meses.
Junto a sus hermanos Camilo y Juan, participó de la fundación del Club Concepción en 1867 y fue presidente del mismo. También junto a sus hermanos, fue fundador del Teatro Concepción. Fue docente y rector del Liceo de Hombres de Concepción. Contribuyó como columnista o editor en La Tarántula, La Revista del Sur, La Democracia y cooperó con el establecimiento de Diario El Sur en 1882, que entonces era “órgano oficial del Partido Radical”, cuyo fundador y primer director fue su hermano Juan.
Durante sus periodos parlamentarios destacó en la creación de la Sociedad Nacional de Minería (SONAMI), Sociedad de Fomento Fabril (SOFOFA) e Instituto Agrícola. Fue uno de los primeros y más destacados parlamentarios del PR. Se recuerda, además, que usó la palabra en un mitin patriótico realizado en la plaza Independencia de Concepción en marzo de 1879.

## Ministro de Guerra y la intendencia de Concepción
El 18 de septiembre de 1881, junto con asumir Domingo Santa María González la presidencia de la República, encontrándose el país en guerra declarada con Bolivia y Perú, asume como ministro de Guerra y Marina, cargo en que se mantuvo hasta el 28 de mayo de 1883. Durante su gestión se ventilaron asuntos como la pacificación de la Araucanía, la cesión a Argentina de la Patagonia, el fin de la guerra del Pacífico y la negociación de la paz con Perú y Bolivia.
Retirado del gabinete, asumió como intendente de Concepción en 1882, ejerciendo en el cargo hasta 1884.
Murió el 31 de enero de 1885, contando 49 años, y al día siguiente todos los diarios del país dedicaron sus editoriales a su memoria. Concepción lo homenajea desde entonces con su nombre en una de sus calles principales: la que antes fuera Galvarino, trasladándose ese nombre varias cuadras más al norte. 
Sus restos y los de su familia reposan en mausoleos del Cementerio General de Concepción, que resultó muy dañado con el cataclismo del 27 de febrero de 2010.
| Predecesor: José Francisco Vergara     | Ministro de Guerra y Marina 1881-1883 | Sucesor: Patricio Lynch                   |
| Predecesor: Mariano Sánchez Fontecilla | Intendente de Concepción 1882-1884    | Sucesor: Leoncio Tagle Plaza de los Reyes |